# Primera División C
La Primera División C de Paraguay, (conocida como Segunda de Ascenso entre los años 1997-2007) es la cuarta y última división o categoría del fútbol en Paraguay, es de carácter aficionado. en el año 2020 el campeonato no se disputó debido a la pandemia del Covid-19, retomándose al año siguiente.
El campeonato es organizado por la Asociación Paraguaya de Fútbol desde el año de su creación, 1997, con los equipos que antes participaban de la Segunda División de Ascenso, cuando existían solo tres divisiones. 
En la Primera División C solo participan clubes del área metropolitana de Asunción y de ciudades que se encuentren como máximo a 50 km de la capital, los cuales al ingresar a la categoría dejan de pertenecer a la Unión del Fútbol del Interior. Instituciones de otros sitios participan como clubes en la Primera División B Nacional (en ocasiones, primero deben jugar en el clasificatorio de la UFI a la misma) o a través de sus selecciones de ligas (asociaciones regionales) en el Campeonato Nacional de Interligas; para ganar el derecho de ascender a la Segunda División.

## Formato
Por lo general participan alrededor de 12 a 13 clubes, aunque el número puede variar entre un año y otro.  
En los últimos años se habían utilizado dos mecanismos de campeonato, uno largo y otro corto: el de liga o todos contra todos con cotejos de ida y vuelta (2005, 2007, 2009, 2011, 2017 y 2018), y uno compuesto de tres etapas: una primera fase en la que los clubes se dividen en dos grupos con enfrentamientos de todos contra todos en partidos de ida y vuelta, una segunda fase a la que califican los ocho mejores posicionados, y una tercera fase en la que se deciden el campeón y vicecampeón (2006, 2008, 2010, 2012, 2013, 2014, 2015 y 2016), primeramente el formato variaba cada temporada desde 2005, hasta el 2012 cuando hasta la temporada 2016 se utilizó únicamenteel formado de tres etapas,  posteriormentedesde 2017 en adelante hasta la actualidad se utiliza el de liga. En ambos sistemas, ascendieron a la Primera División B los dos mejores y/o los finalistas.
Desde la temporada 2010, el equipo con el peor puntaje promedio acumulado, permanecía desprogramado o relegado del campeonato de la siguiente temporada.

## Historia
La división fue creada en 1997 con los equipos de la entonces Tercera División denominada "Segunda de Ascenso", esto se debió a que los mejores de la Segunda División denominada "Primera de Ascenso" y equipos del interior del país formaron la División Intermedia, la cual fue ubicada entre la Primera División y la "Primera de Ascenso", convirtiéndose en la nueva Segunda División. En la práctica, el campeón de 1996, no ascendió de la Tercera a la Segunda División, sino que fue el único que puede considerarse que ascendió dos divisiones en un año al participar en la nueva División Intermedia.
Desde el año 2008 la Cuarta División cambió su denominación oficialmente de Segunda de Ascenso a Primera División C, también siendo utilizado en forma popular simplemente como Primera C.
Desde su conformación, al menos 33 clubes han jugado en esta división, de los cuales 25 han ascendido a otras categorías y 8 no. De los 25 que ya lograron ascender, han regresado a esta división un total de 14, incluyendo al 3 de Febrero F.B.C. que cuatro veces ha logrado ascender desde esta categoría se encuentra compitiendo en otras categorías actualmente, así como el Atlántida S.C., Sportivo Ameliano que tres veces han ascendidos desde esta categoría así también como el Capitán Figari y el Pilcomayo F.B.C. que dos veces han ascendido desde esta categoría. 
De los clubes que han jugado en esta división, 18 son originarios de Asunción, los demás 15 provienen de ligas regionales del interior del país, y han sido admitidos en diferentes años en esta o en su antecesora Segunda de Ascenso, cuando era la tercera y última categoría. Se hallan registros de que al menos 14 de los mismos han obtenido varios campeonatos locales de sus ligas respectivas y solo uno no lo ha hecho (el club Nikkei Bellmare solo jugó un año en la División de Ascenso de la Liga Itaugüeña: 2007). 
Aunque inicialmente en las dos primeras ediciones ascendieron los dos primeros ubicados, en 1999 solo ascendió el campeón ya que el vice jugó partidos de promoción con el penúltimo de la Primera División B.
Desde el año 2000 volvieron ascender dos clubes a la Primera División B, (Tercera División).
En el 2010 se alcanzó la mayor marca de 19 clubes participantes en la categoría, debido a la inclusión de tres nuevos equipos del interior. Este número solo fue superado (en los últimos tiempos) por el Campeonato Nacional Experimental de la Primera División de 1994, que incluyó a 14 equipos de Asunción y alrededores y 6 del interior. 
Desde el 2011 hasta el 2015, el club que ocupaba el último lugar del año anterior era desprogramado por una temporada. Una de las consecuencias colaterales de esto fue que el General Caballero de San Felipe último en el 2010 y sin derecho a jugar en el 2011, en el año en que debía volver (2012) solo se inscribió en las divisiones menores. Así mismo, el Sport Colonial quedó desprogramado para el 2012, pero no pudo volver hasta el 2014 por no tener las condiciones requeridas. De la misma manera, y pese a sus deseos y preparación, el Nikkei Bellmare no pudo retornar en el 2014, 2015, ni el 2016 por ser un club de fútbol privado. Es decir, ninguno de los tres primeros "desprogramados" por un año ha logrado volver a los dos años, en el 2016 el club 1° de Marzo fue el primero que retornó de la desprogramación en tiempo, ya que recibió la pena al terminar último en la temporada 2014. Por estos y otros motivos, esta medida fue severamente criticada por dirigentes, futbolistas y especialistas deportivos, por lo que desde la temporada 2016 la desprogramación dejó de aplicarse al último ubicado en la tabla de promedios. Cabe agregar, que en la temporada 2018, el Club Cerro Corá inmerso en una crisis dirigencial no fue admitido por la Asociación Paraguaya de Fútbol para participar en el torneo.

### Títulos
En 23 campeonatos (1997-2019), se coronaron 17 clubes diferentes como campeones.
El Atlántida Sport Club de Barrio Obrero es el club más galardonado de la categoría con tres títulos (1997, 2012 y 2017). Lo secundan con dos campeonatos Sportivo Ameliano de barrio Jara (2003 y 2006), el 3 de Febrero F.B.C. del barrio Ricardo Brugada (2007 y 2010) todos de la ciudad de Asunción y el club Pilcomayo F.B.C. de Mariano Roque Alonso (1999 y 2016).

### Marcas
Los clubes Cristóbal Colón de Ñemby, Olimpia de Itá, Sportivo Limpeño y 24 de Septiembre de Areguá son los que lograron su ascenso en menos tiempo en esta categoría. El primero fue admitido en la temporada 2008 procedente de su liga regional y fue campeón ese mismo año. El Olimpia de Itá, también procedente de una liga regional, ingresó en el 2010 y ascendió ese mismo año por acabar en el 3° lugar (ese año ascendían 3 clubes debido a que se iba ampliar al año siguiente el número de participantes en la Tercera División). El club Sportivo Limpeño, salió campeón y ascendió en el mismo año (2013) en que fue admitido, el club 24 de Septiembre en su primera temporada en el año 2016 logró su ascenso al ocupar el tercer puesto ya que ese año eran tres los cupos de ascenso. 
Doctor Benjamín Aceval (4° en el 2010 y vicecampeón 2011) y River Plate solo jugaron dos temporadas en esta división. River Plate en 2008 fue 4° lugar y campeón en 2009; al año siguiente (2010) salió nuevamente campeón, pero de la categoría superior o Tercera División. 
Sportivo Valois Rivarola F.B.C. de Zeballos Cué y elDeportivo Pinozá del barrio Vista Alegre son los clubes que llevan más años seguidos participando en esta categoría (al menos desde 1999, sino antes).
El Club Nikkei Bellmare fue el único club que nunca logró militar en otra categoría superior hasta el momento. 
Los clubes 3 de Febrero F.B.C. y Sportivo Ameliano son los que más han fluctuado entre 3 y 4 División.
El 3 de Febrero F.B.C. ascendió en el 1998, pero en el 2000 bajó de Tercera División, jugó un año en Cuarta División y volvió a ascender en el 2001 (subcampeón). Luego jugó dos años en Tercera División y descendió en el 2003, para dejar luego de cuatro años la Cuarta División para ascender nuevamente en el 2007 (campeón). Descendió de nuevo en el año 2008 a la última categoría y volvió a ascender en el 2010.
El Sportivo Ameliano subió en el 2000 de categoría, pero en el 2001 descendió de Tercera División, jugó dos años en Cuarta División y volvió a ascender en el 2003 (campeón). Luego jugó dos años en Tercera División y descendió en el 2005, para abandonar a los un año la Cuarta División por ascender nuevamente en el 2006 (campeón). Descendió de nuevo en el año 2007 a la última categoría y volvió a ascender en el 2015.

### En las cuatro categorías
Diez clubes que jugaron o juegan en esta división tienen la marca de haber participado en las cuatro categorías del fútbol paraguayo:

#### Se encuentran en esta división
- Deportivo Humaitá: jugó 3 temporadas en Primera División, en el periodo 1994-1996.
- Silvio Pettirossi: 2 temporadas en Primera División, 1970 y 2008.
- Oriental: 2 temporadas en Primera División, (1982-1983).

#### Actualmente en otras divisiones
- Atlántida: 3 veces subcampeón nacional en las primeras décadas del fútbol paraguayo, 35 temporadas en Primera División, actualmente en la Tercera División.
- River Plate: jugó 66 temporadas en Primera División, y actualmente volverá a competir en esa categoría, convirtiéndose así en el segundo equipo en lograr ascender desde la Cuarta División a la Primera División.
- Atlético Tembetary: 5 veces ascendió a Primera División, jugó 14 temporadas en la misma.
- Capitán Figari : 1 temporada en Primera División, actualmente compite en la Tercera División.
- Fernando de la Mora: actualmente en la División Intermedia, es el primer equipo que tras participar en la cuarta categoría logró posteriormente ir ascendiendo hasta llegar a la Primera División. Fue vicecampeón en el 2002, salió un año después campeón de la Tercera División (2003), y solo dos años después vicecampeón de la Segunda División (2005), para llegar a la máxima categoría en la que solo permaneció por una temporada. Es decir, pasó de la Cuarta a la Primera en sólo cuatro años.
- Deportivo Recoleta: jugó en Primera División la temporada 2002 y ahora la temporada 2025, donde actualmente competirá.

### Los clubes más nuevos, admitidos desde ligas regionales
En el 2008 fueron admitidos tres clubes provenientes de ligas del interior: Cristóbal Colón de Ñemby, General Martín Ledesma de Capiatá y Nikkei Bellmare de Itauguá.
En el 2010 fueron admitidos los clubes Doctor Benjamín Aceval de Villa Hayes, Olimpia de Itá y Fulgencio Yegros de Ñemby, también procedentes de sus ligas regionales. 
En la temporada 2013 fueron admitidos dos clubes del Departamento Central, el Club Sportivo Limpeño de Limpio y el Cristóbal Colón de J. Augusto Saldívar.
En la temporada 2016 fue admitido el club 24 de Septiembre de Areguá, también del Departamento Central.

## Equipos participantes
Listado de los 12 equipos que disputarán este torneo en su edición 2025.
| Equipo               | Ciudad               | Estadio                 | Capacidad | Fundación               |
| 1º de Marzo          | Fernando de la Mora  | 1° de marzo             | 2.000     | 1 de marzo de 1963      |
| 12 de Octubre SD     | Asunción             | Rafael Giménez          | 1.500     | 12 de octubre de 1922   |
| Atlético Juventud    | Asunción             | Genaro Azcurra          | 2.000     | 28 de agosto de 1920    |
| Capitán Figarí       | Lambaré              | Juan B. Ruíz Díaz       | 5.500     | 1 de marzo de 1931      |
| Cristóbal Colón (Ñ)  | Ñemby                | Pablo Patricio Bogarín  | 2.500     | 12 de octubre de 1925   |
| General Caballero CG | Luque                | 26 de febrero           | 1.000     | 10 de febrero de 1948   |
| General Caballero ZC | Asunción             | Hugo Bogado Vaceque     | 5.000     | 6 de septiembre de 1918 |
| Humaitá              | Mariano Roque Alonso | Pioneros de Corumba Cué | 7.000     | 19 de febrero de 1932   |
| Oriental             | Asunción             | Oriental                | 1.800     | 12 de marzo de 1912     |
| Pilcomayo            | Mariano Roque Alonso | Agustín Báez            | 800       | 9 de junio de 1915      |
| Deportivo Pinozá     | Asunción             | Alfredo Stroessner      | 80        | 11 de enero de 1922     |
| Sport Colonial       | Asunción             | Celestino Mongelós      | 600       | 18 de enero de 1948     |
| -------------------- | -------------------- | ----------------------- | --------- | ----------------------- |

## Palmarés

### Títulos de Liga por año
| Año  | Campeón                                   | Subcampeón                                |                                           |
| ---- | ----------------------------------------- | ----------------------------------------- | ----------------------------------------- |
| 1997 | Atlántida                                 | Independiente F.B.C.                      |                                           |
| 1998 | Sport Colonial                            | 3 de Febrero F.B.C.                       |                                           |
| 1999 | Pilcomayo F.B.C.                          | 3 de Noviembre                            |                                           |
| 2000 | Capitán Figari                            | Sportivo Ameliano                         |                                           |
| 2001 | Deportivo Humaitá F.B.C.                  | 3 de Febrero F.B.C.                       |                                           |
| 2002 | General Caballero S.F.                    | Fernando de la Mora                       |                                           |
| 2003 | Sportivo Ameliano                         | Atlético Tembetary                        |                                           |
| 2004 | 3 de Noviembre                            | 29 de Septiembre F.B.C.                   |                                           |
| 2005 | 1º de Marzo                               | Pilcomayo F.B.C.                          |                                           |
| 2006 | Sportivo Ameliano                         | Atlántida                                 |                                           |
| 2007 | 3 de Febrero F.B.C.                       | Atlántida                                 |                                           |
| 2008 | Cristóbal Colón                           | Cerro Corá                                |                                           |
| 2009 | River Plate                               | General Martín Ledesma                    |                                           |
| 2010 | 3 de Febrero F.B.C.                       | General Caballero                         |                                           |
| 2011 | 12 de Octubre SD                          | Capitán Figari                            |                                           |
| 2012 | Atlántida                                 | Benjamín Aceval                           |                                           |
| 2013 | Sportivo Limpeño                          | Oriental                                  |                                           |
| 2014 | Fulgencio Yegros                          | General Bernardino Caballero              |                                           |
| 2015 | Deportivo Recoleta                        | Sportivo Ameliano                         |                                           |
| 2016 | Pilcomayo F.B.C.                          | Cristóbal Colón F.B.C.                    |                                           |
| 2017 | Atlántida                                 | Presidente Hayes                          |                                           |
| 2018 | Atlético Tembetary                        | Sportivo Limpeño                          |                                           |
| 2019 | 12 de Octubre SD                          | Olimpia (Itá)                             |                                           |
| 2020 | No se disputó por la pandemia de covid-19 | No se disputó por la pandemia de covid-19 | No se disputó por la pandemia de covid-19 |
| 2021 | General Caballero ZC                      | Silvio Pettirossi                         |                                           |
| 2022 | Benjamín Aceval                           | Deportivo Humaitá F.B.C.                  |                                           |
| 2023 | 12 de Octubre SD                          | Sport Colombia                            |                                           |
| 2024 | Sportivo Iteño                            | Fulgencio Yegros                          |                                           |

### Campeonatos por equipo
| Club                         | Títulos | Subtítulos | Años campeón     | Años subcampeón |
| ---------------------------- | ------- | ---------- | ---------------- | --------------- |
| Atlántida                    | 3       | 1          | 1997, 2012, 2017 | 2007            |
| 12 de Octubre                | 3       | 0          | 2011, 2019, 2023 |                 |
| 3 de Febrero F.B.C.          | 2       | 2          | 2007, 2010       | 1998, 2001      |
| Sportivo Ameliano            | 2       | 2          | 2003, 2006       | 2000, 2015      |
| Pilcomayo F.B.C.             | 2       | 1          | 1999, 2016       | 2005            |
| 3 de Noviembre               | 1       | 1          | 2004             | 1999            |
| Capitán Figari               | 1       | 1          | 2000             | 2011            |
| Atlético Tembetary           | 1       | 1          | 2018             | 2003            |
| Sportivo Limpeño             | 1       | 1          | 2013             | 2018            |
| Benjamín Aceval              | 1       | 1          | 2022             | 2012            |
| Deportivo Humaitá F.B.C.     | 1       | 1          | 2001             | 2022            |
| Fulgencio Yegros             | 1       | 1          | 2014             | 2024            |
| Sportivo Iteño               | 1       | 0          | 2024             |                 |
| 1º de Marzo                  | 1       | 0          | 2005             |                 |
| Cristóbal Colón              | 1       | 0          | 2008             |                 |
| General Caballero S.F.       | 1       | 0          | 2002             |                 |
| River Plate                  | 1       | 0          | 2009             |                 |
| Sport Colonial               | 1       | 0          | 1998             |                 |
| Deportivo Recoleta           | 1       | 0          | 2015             |                 |
| General Caballero ZC         | 1       | 0          | 2021             |                 |
| Oriental                     | 0       | 2          |                  | 2006, 2013      |
| General Bernardino Caballero | 0       | 2          |                  | 2010, 2014      |
| Independiente F.B.C.         | 0       | 1          |                  | 1997            |
| Fernando de la Mora          | 0       | 1          |                  | 2002            |
| 29 de Septiembre F.B.C.      | 0       | 1          |                  | 2004            |
| Cerro Corá                   | 0       | 1          |                  | 2008            |
| General Martín Ledesma       | 0       | 1          |                  | 2009            |
| Cristóbal Colón F.B.C.       | 0       | 1          |                  | 2016            |
| Presidente Hayes             | 0       | 1          |                  | 2017            |
| Olimpia (Itá)                | 0       | 1          |                  | 2019            |
| Silvio Pettirossi            | 0       | 1          |                  | 2021            |
| Sport Colombia               | 0       | 1          |                  | 2023            |

### Distribución geográfica de los campeones
| Ciudad                           | Cantidad | Clubes |
| -------------------------------- | -------- | --- |
| Asunción                         | 15       | 3 de Febrero F.B.C. - 12 de Octubre - 3 de Noviembre - Atlántida - Deportivo Recoleta - General CaballeroS.F. - River Plate - Sport Colonial - Sportivo Ameliano - General Caballero ZC |
| Departamento Central             |          | |
| Mariano Roque Alonso             | 2        | Pilcomayo F.B.C. - Deportivo Humaitá F.B.C. |
| Ñemby                            | 2        | Cristóbal Colón - Fulgencio Yegros |
| Fernando de la Mora              | 1        | 1º de Marzo |
| Lambaré                          | 1        | Capitán Figari |
| Limpio                           | 1        | Sportivo Limpeño |
| Itá                              | 1        | Sportivo Iteño |
| Departamento de Presidente Hayes |          | |
| Villa Hayes                      | 1        | Benjamín Aceval |

## Movilidad

### Clubes desprogramados por un año
| Año  | Equipo                          | Fundación             | Ciudad              | Estadio                      | Capacidad |
| ---- | ------------------------------- | --------------------- | ------------------- | ---------------------------- | --------- |
| 2011 | General Caballero S.F.          | 1 de mayo de 1947     | Asunción            | General Bernardino Caballero | 500       |
| 2012 | Sport Colonial                  | 18 de enero de 1948   | Asunción            | Don Celestino Mongelós       | 600       |
| 2013 | Nikkei Bellmare                 | 12 de julio de 2006   | Itauguá             | Nikkei Bellmare              | 3000      |
| 2014 | General Caballero S.F.          | 1 de mayo de 1947     | Asunción            | General Bernardino Caballero | 500       |
| 2015 | 1º de Marzo                     | 1 de marzo de 1963    | Fernando de la Mora | 1° de Marzo                  | 2000      |
| 2016 | General Caballero S.F.          | 1 de mayo de 1947     | Asunción            | General Bernardino Caballero | 500       |
| 2019 | Sportivo Valois Rivarola F.B.C. | 12 de julio de 1936   | Asunción            | Gregorio Sarubbi Ortiz       | 500       |
| 2021 | Capitán Figari                  | 1 de marzo de 1931    | Lambaré             | Juan B. Ruiz Díaz            | 5500      |
| 2022 | Deportivo Pinozá                | 11 de enero de 1922   | Asunción            | Alfredo Stroessner           | 80        |
| 2023 | General Caballero C.G.          | 10 de febrero de 1948 | Luque               | 26 de Febrero Caballero      | 1000      |
| 2024 | Sportivo Valois Rivarola F.B.C. | 12 de julio de 1936   | Asunción            | Gregorio Sarubbi Ortiz       | 500       |

### Descendidos de la Tercera División
La siguiente tabla muestra a los equipos nuevos en cada temporada, que han descendido desde la Tercera División.
| Edición | Temporada | 1° Descendido                                          | 2° Descendido                                          |                                                        |
| ------- | --------- | ------------------------------------------------------ | ------------------------------------------------------ | ------------------------------------------------------ |
| 1       | 1997      | Todos los equipos                                      |                                                        |                                                        |
| 2       | 1998      |                                                        |                                                        |                                                        |
| 3       | 1999      |                                                        |                                                        |                                                        |
| 4       | 2000      |                                                        |                                                        |                                                        |
| 5       | 2001      | 3 de Febrero F.B.C.                                    |                                                        |                                                        |
| 6       | 2002      | Capitán Figari                                         | Sportivo Ameliano                                      |                                                        |
| 7       | 2003      | Atlético Tembetary                                     | Atlético Juventud                                      |                                                        |
| 8       | 2004      | General Caballero S.F.                                 | Oriental, 3 de Febrero F.B.C., 12 de Octubre SD        |                                                        |
| 9       | 2005      | Atlántida                                              | Deportivo Recoleta, Pilcomayo F.B.C.                   |                                                        |
| 10      | 2006      | Sportivo Ameliano                                      | General Caballero C.G.                                 |                                                        |
| 11      | 2007      | Deportivo Humaitá F.B.C.                               | Cerro Corá                                             |                                                        |
| 12      | 2008      | River Plate                                            | Sportivo Ameliano                                      |                                                        |
| 13      | 2009      | Oriental                                               | 3 de Febrero F.B.C.                                    |                                                        |
| 14      | 2010      | Atlántida                                              | Atlético Tembetary                                     |                                                        |
| 15      | 2011      | Pilcomayo F.B.C.                                       |                                                        |                                                        |
| 16      | 2012      | Silvio Pettirossi                                      |                                                        |                                                        |
| 17      | 2013      | 1º de Marzo                                            |                                                        |                                                        |
| 18      | 2014      | 12 de Octubre SD                                       | General Caballero C.G.                                 |                                                        |
| 19      | 2015      | Presidente Hayes                                       | Atlántida                                              |                                                        |
| 20      | 2016      | General Caballero C.G.                                 |                                                        |                                                        |
| 21      | 2017      | Oriental                                               |                                                        |                                                        |
| 22      | 2018      | Cerro Corá                                             | Sportivo Limpeño                                       |                                                        |
| 23      | 2019      | Olimpia (Itá)                                          | Doctor Benjamín Aceval                                 |                                                        |
| 24      | 2020      | Campeonato cancelado debido a la Pandemia del Covid-19 | Campeonato cancelado debido a la Pandemia del Covid-19 | Campeonato cancelado debido a la Pandemia del Covid-19 |
| 24      | 2021      | General Caballero ZC                                   | Capitán Figari                                         |                                                        |
| 25      | 2022      | 12 de Octubre SD                                       | Pilcomayo F.B.C                                        |                                                        |
| 26      | 2023      | Fulgencio Yegros                                       | General Caballero ZC                                   |                                                        |
| 27      | 2024      | Deportivo Humaitá F.B.C.                               | Sportivo Iteño                                         |                                                        |
| 28      | 2025      | 12 de Octubre SD                                       | Cristóbal Colón (Ñ)                                    |                                                        |